# Von Ormy
Von Ormy je město v okrese Bexar County ve státě Texas ve Spojených státech amerických. V roce 2020 zde žilo 1 174 obyvatel a s celkovou rozlohou 4,9 km² byla hustota zalidnění 238,6 obyvatel na km².

## Geografie
Von Ormy se nachází na 29°17′20″ s. š., 98°38′41″ z. d.. Leží 17 km jihozápadně od města San Antonio.

## Partnerská města
- Marín, Mexiko